# Solera de Gabaldón
Solera de Gabaldón – gmina w Hiszpanii, w prowincji Cuenca, w Kastylii-La Mancha, o powierzchni 50,35 km². W 2011 roku gmina liczyła 27 mieszkańców.